# Nicanor Costa Méndez (padre)
Nicanor Costa Méndez (Córdoba, 4 de mayo de 1884-desconocido) fue un hacendado y político argentino del Partido Demócrata Nacional. Se desempeñó como diputado nacional por la provincia de Córdoba en tres ocasiones y como interventor federal de la provincia de San Juan entre 1938 y 1939.

## Biografía
Nacido en Córdoba en 1884, se recibió en 1905 en la Facultad de Ciencias Médicas de la Universidad de Buenos Aires. Fue hacendado en el Departamento Unión de la provincia de Córdoba. Fue candidato a senador provincial en 1926 y a diputado provincial al año siguiente.
En 1929, fue elegido miembro del comité central del Partido Demócrata de Córdoba. En las elecciones legislativas de 1930, fue elegido diputado nacional por la provincia de Córdoba. El mandato, que se extendía hasta 1934, fue interrumpido por el golpe de Estado de septiembre de 1930. En 1931, volvió a ser elegido diputado nacional para el período 1932-1936 en la lista del Partido Demócrata Nacional (PDN).
Entre 1937 y 1938, fue presidente de la Comisión de Racionalización de la Administración Nacional, comisión asesora creada por el Poder Ejecutivo Nacional. Entre octubre de 1938 y mayo de 1939, fue interventor federal de la provincia de San Juan, designado por el presidente Roberto M. Ortiz.
El interés de su intervención estuvo en realizar elecciones provinciales limpias. Al comienzo de su gestión, suspendió el empadronamiento femenino, que fue restituido al mes siguiente. También formó un Comité contra el Fraude Electoral, celebrándose elecciones el 30 de abril de 1939 con presencia del coronel Alberto Guglielmone como enviado presidencial. Si bien triunfó la Concordancia, las denuncias de fraude cometido por el PDN contra la Unión Cívica Radical (avaladas por Guglielmone), llevaron a la anulación de los resultados y a la renuncia de Costa Méndez.
En 1940 volvió a ser elegido diputado nacional por Córdoba, desempeñándose hasta el golpe de Estado de 1943. Fue presidente de la comisión de Racionalización y en 1941 presentó un proyecto de ley para unificar todas las áreas dedicadas a servicios médicos existentes en diversos organismos del Estado dentro del Departamento Nacional de Higiene.
Era padre de Nicanor Costa Méndez, quien fuera dos veces ministro de Relaciones Exteriores y Culto.